# Alice Felton
Alice Felton é uma diretora de arte britânica conhecida por ter trabalhado em Venom (2018). Como reconhecimento, foi nomeada ao Óscar 2019 na categoria de Melhor Direção de Arte por The Favourite (2018).